# 앨프리드 베스터
앨프리드 베스터(Alfred Bester, 1913년 12월 18일 – 1987년 9월 30일)는 미국의 공상 과학 작가, TV 및 라디오 각본가, 잡지 편집자 및 연재 만화 및 만화책 스크립터였다. 그는 1953년 제1회 휴고상을 수상한 《파괴된 사나이》 등의 공상과학 소설로 가장 잘 기억된다.
그가 죽기 직전 SFWA(Science Fiction Writers of America)는 베스터를 1988년 사후에 발표한 아홉 번째 그랜드 마스터로 지명했다. SF 및 판타지 명예의 전당은 2001년에 그를 헌액했다.
공상과학 소설을 쓰기 시작한 첫 시기(1939~1942)에 베스터는 "아담과 노 이브"와 같은 이야기로 공상과학계에서 단편 소설가로서 명성을 쌓았다. 그러나 베스터는 1950년대에 《파괴된 사나이》와 《타이거! 타이거!》로 큰 명성을 얻었다.
제1회 휴고상 최우수 공상과학 소설상을 수상한 《파괴된 사나이》는 텔레파시가 비교적 흔한 미래 세계에서 벌어지는 배경을 바탕으로 하고 있다. 베스터는 속임수 없이 존재하는 가혹하게 자본주의적이고 위계적이며 경쟁적인 사회 세계를 만든다. 즉, 약간의 기술(또는 돈)과 호기심을 가진 적합한 사람이 당신보다 더 신속하게 당신의 기억, 비밀, 두려움 및 과거의 잘못에 접근할 수 있는 사회이다.
《타이거! 타이거!》는 처음 등장했을 때 많은 비판과 찬사를 받았지만 시간이 지나면서 그 자체로 고전 작품으로 찬사를 받았다. 장르가 명명되기 20년 전에 처음 출판된 이 책은 사이버펑크 문학 장르의 선견지명 있는 선구자로 인식되어 왔다.